# Gravidade assistida

As trajetórias que permitiram às sondas gêmeas Voyager da NASA, se aproximarem dos quatro planetas gasosos gigantes e atingir a velocidade necessária para deixar o sistema solar.

Assistência Gravitacional é o termo utilizado em Mecânica orbital e Engenharia Aeroespacial para designar a utilização do movimento relativo e a gravidade de um planeta ou outro corpo celeste objetivando a alteração da trajetória e da velocidade de uma espaçonave, o que proporciona economia de combustível, tempo ou recursos financeiros.
A "assistência", é fornecida pelo movimento do corpo gravitacional quando ele "puxa" a espaçonave. A técnica foi proposta inicialmente como uma manobra a ser executada no meio da viagem em 1961, e usada por sondas interplanetárias desde a Mariner 10 em diante, incluindo as duas sondas do Programa Voyager nas suas passagens por Júpiter e Saturno.